# Soncewe (obwód kirowohradzki)
Soncewe (ukr. Сонцеве) – wieś na Ukrainie, w obwodzie kirowohradzkim, w rejonie kropywnyckim, w hromadzie Ustyniwka. W 2001 liczyła 352 mieszkańców, spośród których 325 wskazało jako ojczysty język ukraiński, 10 rosyjski, 12 mołdawski, 3 białoruski, a 2 romski.